# Neximyia picta
Neximyia picta är en tvåvingeart som först beskrevs av Brauer och Julius Edler von Bergenstamm 1893.  Neximyia picta ingår i släktet Neximyia och familjen parasitflugor. Inga underarter finns listade i Catalogue of Life.